# Rhyacophila vobara
Rhyacophila vobara är en nattsländeart som beskrevs av Milne 1936. Rhyacophila vobara ingår i släktet Rhyacophila och familjen rovnattsländor. Inga underarter finns listade i Catalogue of Life.